# Sancourt, Eure
 Sancourt  là một xã thuộc tỉnh Eure trong vùng Normandie miền bắc nước Pháp.